# Musikjahr 1714
Liste der Musikjahre

◄◄ | ◄ | 1710 | 1711 | 1712 | 1713 | Musikjahr 1714 | 1715 | 1716 | 1717 | 1718 | ► | ►►

Weitere Ereignisse
Dieser Artikel behandelt das Musikjahr 1714.

## Ereignisse

### Johann Sebastian Bach
- Johann Sebastian Bach ist in Weimar als Hoforganist und Kammermusiker am Hof von Herzog Wilhelm Ernst tätig.
- 02. März: Bach wird zum Konzertmeister ernannt. Obwohl er in der Hierarchie immer noch unter dem Kapell- und dem Vizekapellmeister steht, bekommt er mit 250 Gulden ein erheblich höheres Gehalt als beide. Mit dem neuen Amt ist die Pflicht verbunden, alle vier Wochen eine Kirchenkantate auf den jeweiligen Sonntag zu komponieren.
- 08. März: Carl Philipp Emanuel Bach, der Berliner oder Hamburger Bach, wird als fünftes Kind von Maria Barbara Bach und Johann Sebastian Bach geboren.
- 19. März: Nach drei Monaten Nachdenkzeit sagt Bach für die angebotene Stelle als Organist an der Marktkirche Unser Lieben Frauen in Halle mit der Begründung, dass die Besoldung nicht seiner Erwartung entspreche, ab.
- 25. März: In der Weimarer Schlosskirche kommt am Palmsonntag Bachs erste Auftragskomposition Himmelskönig, sei willkommen (BWV 182) zur Aufführung. Textdichter ist vermutlich Salomon Franck. Ihr folgten in regelmäßigen Abständen noch mindestens 20 weitere Werke, die den Grundstock der späteren Leipziger Kantatenjahrgänge bilden.
- 22. April: Die Kantate Weinen, Klagen, Sorgen, Zagen (BWV 12) wird in der Schlosskirche uraufgeführt. Der Text stammt vermutlich wieder von Salomon Franck. Der abschließende Choral ist die letzte Strophe des Kirchenliedes Was Gott tut, das ist wohlgetan von Samuel Rodigast.
- 20. Mai: Zu Pfingsten erklingt die Kantate Erschallet, ihr Lieder, erklinget, ihr Saiten! (BWV 172) zum ersten Mal.
- 17. Juni: Die Kantate Ich hatte viel Bekümmernis (BWV 21) wird uraufgeführt.
- 01. Juli/15. Juli: Die Kantate Widerstehe doch der Sünde (BWV 54) hat ihre Uraufführung. Der Kantatentext stammt von Georg Christian Lehms aus dem Jahr 1711.
- 12. August: Auch für die Kantate Mein Herze schwimmt im Blut (BWV 199) hat Bach eine Vorlage von Georg Christian Lehms verwendet.
- 02. Dezember: Zum Ersten Adventssonntag führt Johann Sebastian Bach erstmals seine Kantate Nun komm, der Heiden Heiland (BWV 61) in der Schlosskirche zu Weimar öffentlich auf. Der Textdichter Erdmann Neumeister übernimmt die erste Strophe von Martin Luthers Nun komm, der Heiden Heiland, dem Hauptlied des 1. Advent, für den Eingangschor und benutzt als Schlusschoral den Abgesang der letzten Strophe von Philipp Nicolais Wie schön leuchtet der Morgenstern. Der dritte Satz enthält die Bitte um ein „selig neues Jahr“, da mit dem ersten Adventssonntag das neue Kirchenjahr beginnt.

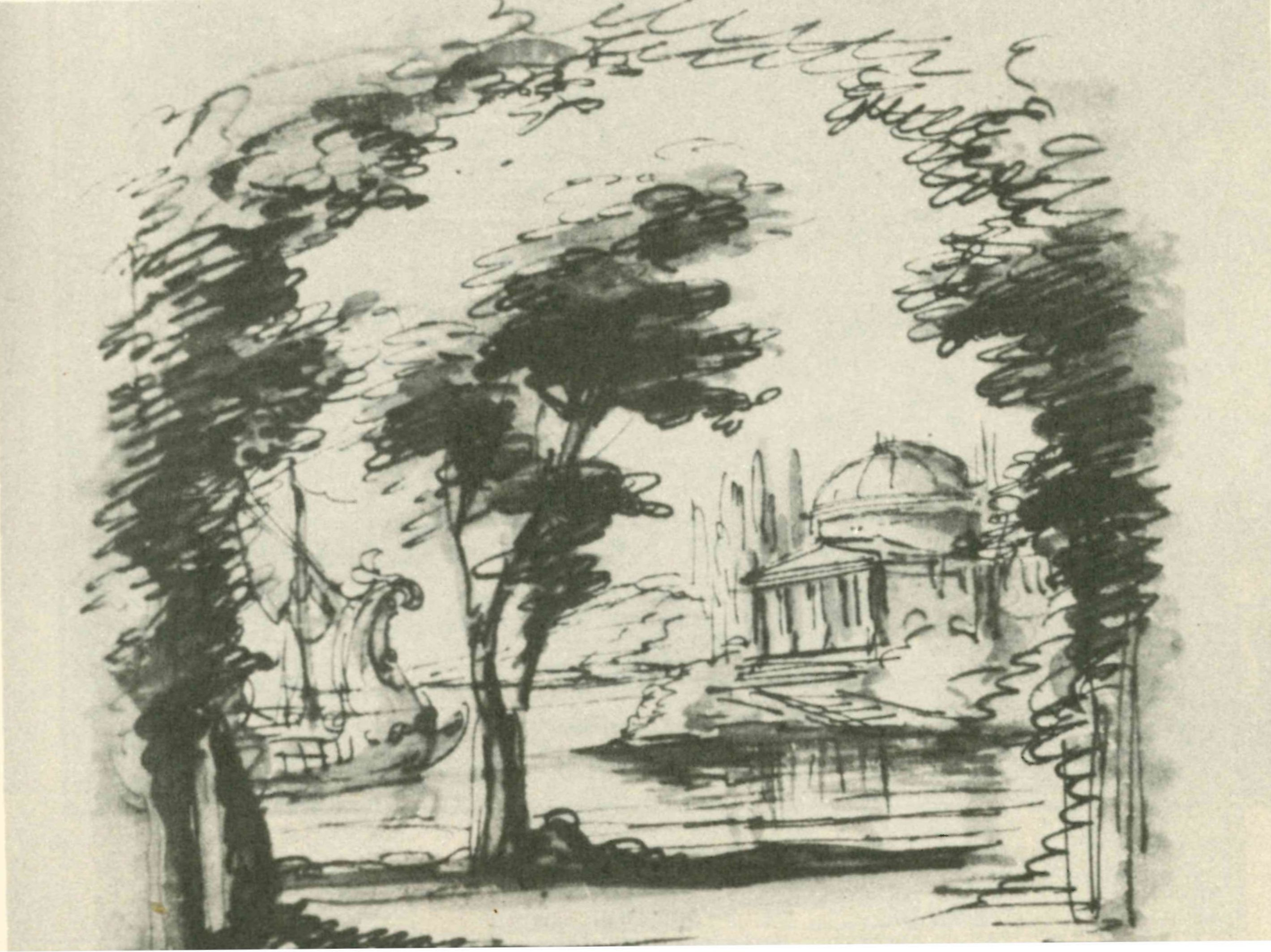
Bühnenbild, wahrscheinlich für Amor d'un ombra Akt I von Domenico Scarlatti (Rom 15. Januar 1714), Entwurf von Filippo Juvarra

- 30. Dezember: Tritt auf die Glaubensbahn (BWV 152) ist Bachs letzte Kirchenkantate, die in diesem Kalenderjahr zur Aufführung gelangt. Wiederum stammt der Text von Salomon Franck.
- Während seiner Amtszeit in Weimar in den Jahren 1712 bis 1717 komponiert Johann Sebastian Bach eine Sammlung choralgebundener Orgelstücke (Choralvorspiele), bekannt als das Orgelbüchlein (BWV 599–644).

### Georg Friedrich Händel
- Georg Friedrich Händel weilt seit Oktober 1712 in London und wohnt seit 1713 beim Earl of Burlington.
- 26. September: Vermutlich an diesem Tag wird Händels Caroline Te Deum in der Königskapelle im St. James’s Palace in London uraufgeführt.

### Alessandro Scarlatti

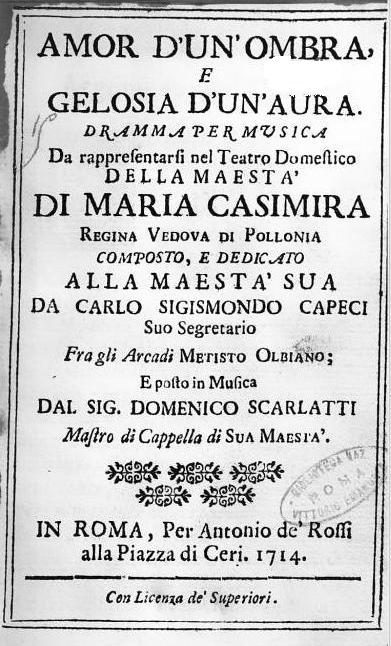
Domenico Scarlatti – Amor d'un' ombra e gelosia d'un' aura – Titelseite des Librettos

- Alessandro Scarlatti, der in Neapel als Kapellmeister der Cappella Reale tätig ist, beschäftigt sich mit der von ihm bis dahin vernachlässigten Instrumentalmusik. 1715 wird er die 12 Sinfonie di concerto grosso herausgeben können.
- Ebenfalls in Neapel wird Alessandro Scarlattis Oper Scipione nelle Spagne auf das Libretto von Apostolo Zeno uraufgeführt.

### Domenico Scarlatti
- Domenico Scarlatti ist in Rom seit 1709 bei der im Exil lebenden und im Palazzo Zuccari wohnenden polnischen Königin Maria Casimira Sobieska angestellt, für deren Privatbühne er im Laufe der Jahre sechs Opern, sowie mindestens eine Kantate und ein Oratorium komponiert. Seit 1713 ist er außerdem maestro di capella an der Capella Giulia des Vatikans.
- Von 1711 bis 1714 arbeitet Scarlatti mit dem Librettisten Carlo Sigismondo Capece und dem Bühnenbildner Filippo Juvarra zusammen.
- 15. Januar: Die Uraufführung der Oper Amor d'un ombra e gelosia d'un aura (in Deutschen: Liebe eines Schattens und Eifersucht einer Morgenröte) von Scarlatti auf das Libretto von Carlo Sigismondo Capece findet in Rom statt.
- Schon 1714 nimmt er zusätzlich zu seinen übrigen Verpflichtungen eine Anstellung beim portugiesischen Botschafter Marquês de Fontes an, der einer der zahlungkräftigsten Gesandten in Rom ist.

### Georg Philipp Telemann

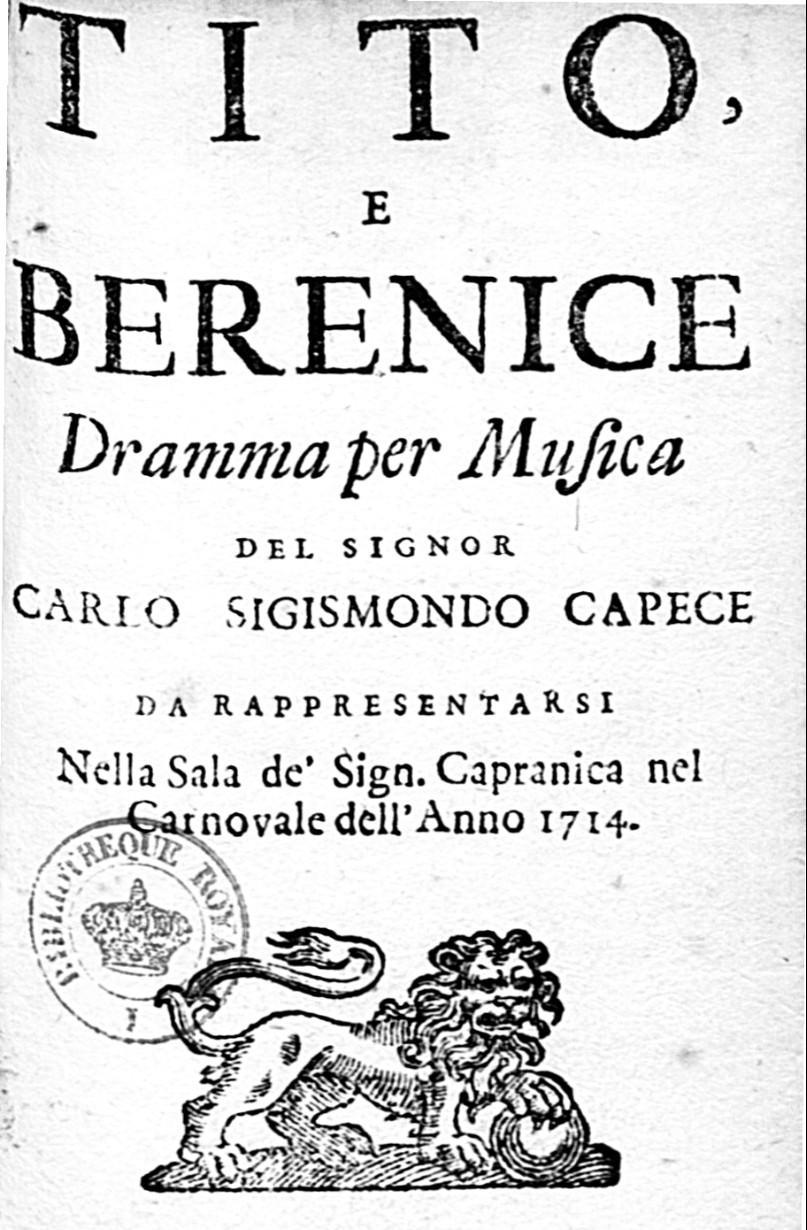
Antonio Caldara – Tito e Berenice – Titelseite des Librettos – Rom 1714

- Georg Philipp Telemann ist städtischer Musikdirektor und Kapellmeister der Barfüßer- und Katharinenkirche in Frankfurt am Main. Telemann übernimmt zusätzlich die Organisation der wöchentlich stattfindenden Konzerte sowie verschiedene Verwaltungsaufgaben der vornehmen Stubengesellschaft Zum Frauenstein im Haus Braunfels auf dem Liebfrauenberg, wo er selbst auch wohnt.
- Während seiner Zeit in Frankfurt komponiert Telemann neben den Kantaten Oratorien, Orchester- und Kammermusik, von der ein Großteil veröffentlicht wird, sowie Musik für politische Festakte und Hochzeitsserenaden. Allerdings findet er keine Gelegenheit, Opern zu veröffentlichen, wenngleich er weiterhin für die Leipziger Oper schreibt.
- Telemann heiratet die 16-jährige Maria Catharina Textor (1697–1775), die Tochter eines Ratskornschreibers.

### Antonio Vivaldi
- Antonio Vivaldi ist musikalischer Leiter (maestro de’ concerti) des Orchester des Ospedale della Pietà (eines von vier Heimen in Venedig für Waisenmädchen). Das Orchester erlangt bald einen für die damalige Zeit legendären Ruf und lockt zahlreiche Italienreisende an.
- Vivaldis zweite Oper Orlando finto pazzo auf das Libretto von Grazio Braccioli wird uraufgeführt. Sie ist seine erste Oper für das Teatro Sant’Angelo in Venedig.

Antonio Vivaldi – Orlando furioso – Titelseite des Librettos – Venedig 1714

- 00. Dezember: Die Oper in drei Akten Orlando furioso von Antonio Vivaldi (Musik) mit einem Libretto von Grazio Braccioli nach Ludovico Ariostos Der rasende Roland wird im Teatro Sant’Angelo in Venedig uraufgeführt.

### Weitere biografische Ereignisse
- Thomas Brattle importiert die erste Kirchenorgel nach Nordamerika. Die Brattle-Orgel wird in Boston in der King’s Chapel installiert.
- Die zwölf Concerti grossi op. 6 von Arcangelo Corelli werden veröffentlicht, ein Jahr nach dem Tod des Komponisten.
- Ab 1714 geht François Couperin fast jeden Sonntag nach Versailles, wo nachmittags die königlichen Kammerkonzerte mit seinen „Concerts royaux“ stattfinden. Das Ensemble ist meist nur klein: Cembalo (meist Couperin), Violine, Bassviola, Oboe und Fagott. Diese kleinen Konzerte, die ausschließlich für den König komponiert sind, haben eine unterhaltende und graziös-charmante Art, die der nun 75-jährige Ludwig XIV. sehr schätzt. In ihnen trachtet Couperin, den spielerischen italienischen und den eher ernsten französischen Geschmack zu vereinen, wie er über seine „Concerts royaux“ selbst geschrieben hat.
- Francesco Geminiani reist nach London. Unter dem Mäzenat des 3. Herzogs von Essex beschäftigt er sich mit dem Unterrichten und Komponieren.
- Melchior Hoffmann wird das Organistenamt an der Liebfrauenkirche in Halle zugesprochen. Er nimmt die Stelle zwar an, tritt aber den Dienst aufgrund einer tödlichen Krankheit nicht mehr an.
- Zwischen dem 31. Mai 1713 und dem 26. Mai 1714 gibt Johann Mattheson in Hamburg die Zeitschrift Der Vernünfftler heraus, die erste deutschsprachige „Moralische Wochenschrift“. Sie enthält auf Hamburgs Verhältnisse gezielte und ins Deutsche übersetzte Auszüge aus den beiden englischen Zeitschriften Tatler und Spectator. Obwohl die Zeitschrift nur gut ein Jahr lang erscheint, hat sie einen nachhaltigen Einfluss auf „die gesamte Entwicklung der deutschen Literatursprache.“
- Jean-Joseph Mouret wird Mitglied der Académie royale de musique, der Vorläuferin der Pariser Oper, welche das Musikleben in Frankreich regelt. Als Orchesterleiter komponiert Mouret mehrere Bühnenwerke für diese Institution.
- Arp Schnitger ist von 1708 bis 1714 königlich preußischer Hoforgelbauer.
- Francesco Maria Veracini wohnt eine Zeit lang in London, wo er im King’s Theatre Violinsoli als Zwischenspiele in diversen Opern darbietet, wobei er u. a. auch Georg Friedrich Händel kennengelernt haben dürfte.
- Nach dem Tod seines Vaters unternimmt Unico Wilhelm van Wassenaer eine ausgedehnte Reise durch Europa, auf der er vermutlich Paris, Rom, Florenz, Venedig, Wien und Prag besucht.

### Uraufführungen

#### Bühnenwerke

##### Oper
- 13. Mai: Die Uraufführung des musikalischen Dramas Pisistrato von Leonardo Leo erfolgt am Teatro San Bartolomeo in Neapel.
- 01. Oktober: Die Uraufführung der Oper Dafne in lauro von Johann Joseph Fux findet in Wien statt.
- 01. Oktober: Das musikalische Schauspiel in drei Akten mit Epilog Die oesterreichische Großmuth, oder Carolus V. von Reinhard Keiser auf das Libretto von Johann Ulrich König wird am Theater am Gänsemarkt in Hamburg uraufgeführt.
- 01. Oktober: Die Uraufführung der Oper Arianna e Teseo von Nicola Antonio Porpora auf das Libretto von Pietro Pariati findet in Wien statt.
- Oktober: Auch das heroische Schäferspiel in drei Akten L’inganno fedele oder Der getreue Betrug von Reinhard Keiser auf das Libretto von Johann Ulrich König wird uraufgeführt. Eine Wiederaufführung zum Krönungsfest Georg Ludwigs von Großbritannien findet am 15. November unter dem Titel Die gecrönte Tugend statt.
- 20. November: An der Pariser Oper wird zum ersten Mal die Tragédie lyrique Télémaque (oder Calypso) von André Cardinal Destouches gegeben; das Libretto stammt von Simon-Joseph Pellegrin.
- Dezember: Die Oper in drei Akten Orlando furioso von Antonio Vivaldi (Musik) mit einem Libretto von Grazio Braccioli nach Ludovico Ariostos Der rasende Roland wird im Teatro Sant’Angelo in Venedig uraufgeführt.
- Jean-Baptiste Matho – Arion (Tragédie en musique, Libretto von Louis Fuzélier, Paris)
- Jean-Joseph Mouret
  - Les Fêtes de Thalie
  - Les Amours de Ragonde
- Alessandro Scarlatti – Scipione nelle Spagne (Libretto von Apostolo Zeno, Neapel)
- Domenico Scarlatti – Amor d’un Ombra e Gelosia d’un Aura (Dramma per musica, Libretto von Carlo Sigismondo Capece, Rom)
- Antonio Vivaldi – Orlando finto pazzo (Libretto von Grazio Braccioli, Teatro Sant’Angelo, Venedig)

##### Oratorium
- Francesco Feo – Il martirio di S. Caterina
- Antonio Lotti – L’umiltà coronata in Esther (Libretto von Pietro Pariati, ca. 1714, Wien)
- Alessandro Scarlatti – S. Filippo Neri

### Instrumentalmusik

#### Orchester
- Arcangelo Corelli
  - Zwölf Concerti grossi op. 6 (Amsterdam 1714; Nr. 8 das bekannte Weihnachtskonzert in g-Moll)

#### Kammermusik
- Arcangelo Corelli
  - 6 Sonate a tre op. post. (Amsterdam; um 1714)

### Tastenmusik

#### Cembalo
- Johann Sebastian Bach
  - Transkriptionen von 16 Konzerten nach Antonio Vivaldi, Alessandro und Benedetto Marcello, Giuseppe Torelli, Georg Philipp Telemann, Johann Ernst IV. von Sachsen-Weimar, für Cembalo solo (oder Orgel manualiter ?) BWV 972–987 (komponiert um 1713–1714 ?)[1]
- Johann Mattheson – 12 Suiten für Cembalo

#### Orgel
- Johann Sebastian Bach[1]

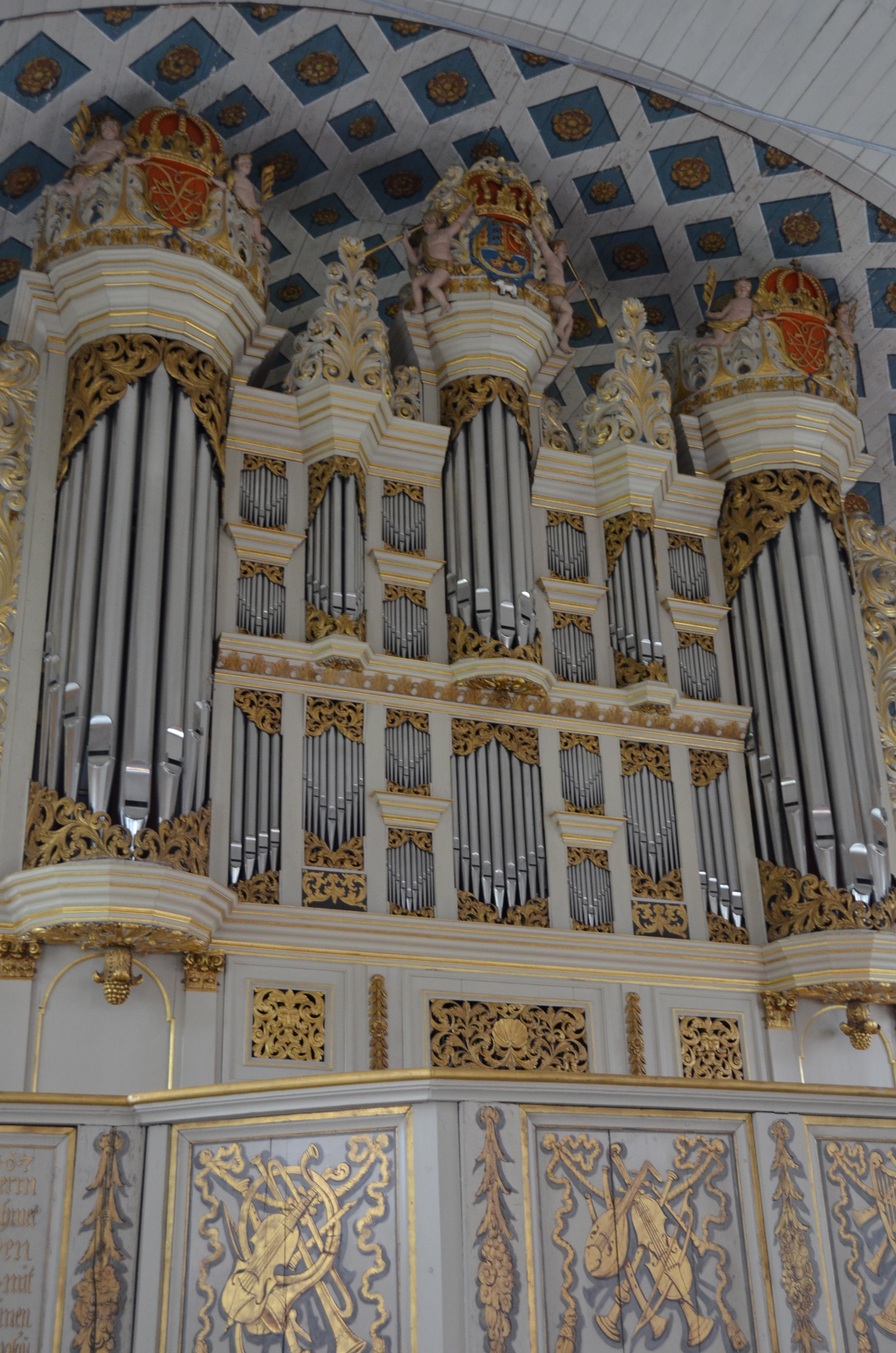
Orgel von Arp Schnitger in der Christkirche in Rendsburg

  - Nun komm, der Heiden Heiland (BWV 599, komponiert 1713–1715)
  - Gott, durch deine Güte (BWV 600, komponiert 1713–1715)
  - Herr Christ, der ein'ge Gottessohn (BWV 601, komponiert 1713–1715)
  - Lob sei dem allmächtigen Gott (BWV 602, komponiert 1713–1715)
  - Puer natus in Bethlehem (BWV 603, komponiert 1713–1715)
  - Gelobet seist du, Jesu Christ (BWV 604, komponiert 1713–1715)
  - Der Tag, der ist so freudenreich (BWV 605, komponiert 1713–1715)
  - Vom Himmel hoch, da komm ich her (BWV 606, komponiert 1713–1715)
  - Vom Himmel kam der Engel Schar (BWV 607, komponiert 1713–1715)
  - In dulci jubilo (BWV 608, komponiert 1713–1715)
  - Lobt Gott, ihr Christen, allzugleich (BWV 609, komponiert 1713–1715)
  - Jesu, mein Freude (BWV 610, komponiert 1713–1715)
  - Christum wir sollen loben schon (BWV 611, komponiert 1713–1715)
  - Wir Christenleut (BWV 612, komponiert 1713–1715)
  - Helft mir Gottes Güte preisen (BWV 613, komponiert 1713–1715)
  - Das alte Jahre vergangen ist (BWV 614, komponiert 1713–1715)
  - In dir ist Freude (BWV 615, komponiert 1713–1715)
  - Mit Fried und Freud ich fahr dahin (BWV 616, komponiert 1713–1715)
  - Herr Gott, nun schleuß den Himmel auf (BWV 617, komponiert 1713–1715)
  - O Lamm Gottes, unschuldig (BWV 618, komponiert 1713–1715)
  - Christe, du Lamm Gottes (BWV 619, komponiert 1713–1715)
  - Christus, der uns selig macht (BWV 620, komponiert 1713–1715)
  - Christus, der uns selig macht (BWV 620a, komponiert 1713–1715)
  - Da Jesus an dem Kreuze stund (BWV 621, komponiert 1713–1715)
  - O Mensch, bewein dein Sünde groß (BWV 622, komponiert 1713–1715)
  - Wir danken dir, Herr Jesu Christ (BWV 623, komponiert 1713–1715)
  - Hilf Gott, dass mir's gelinge (BWV 624, komponiert 1713–1715)
  - Christ lag in Todesbanden (BWV 625, komponiert 1713–1715)
  - Jesus Christus, unser Heiland (BWV 626, komponiert 1713–1715)

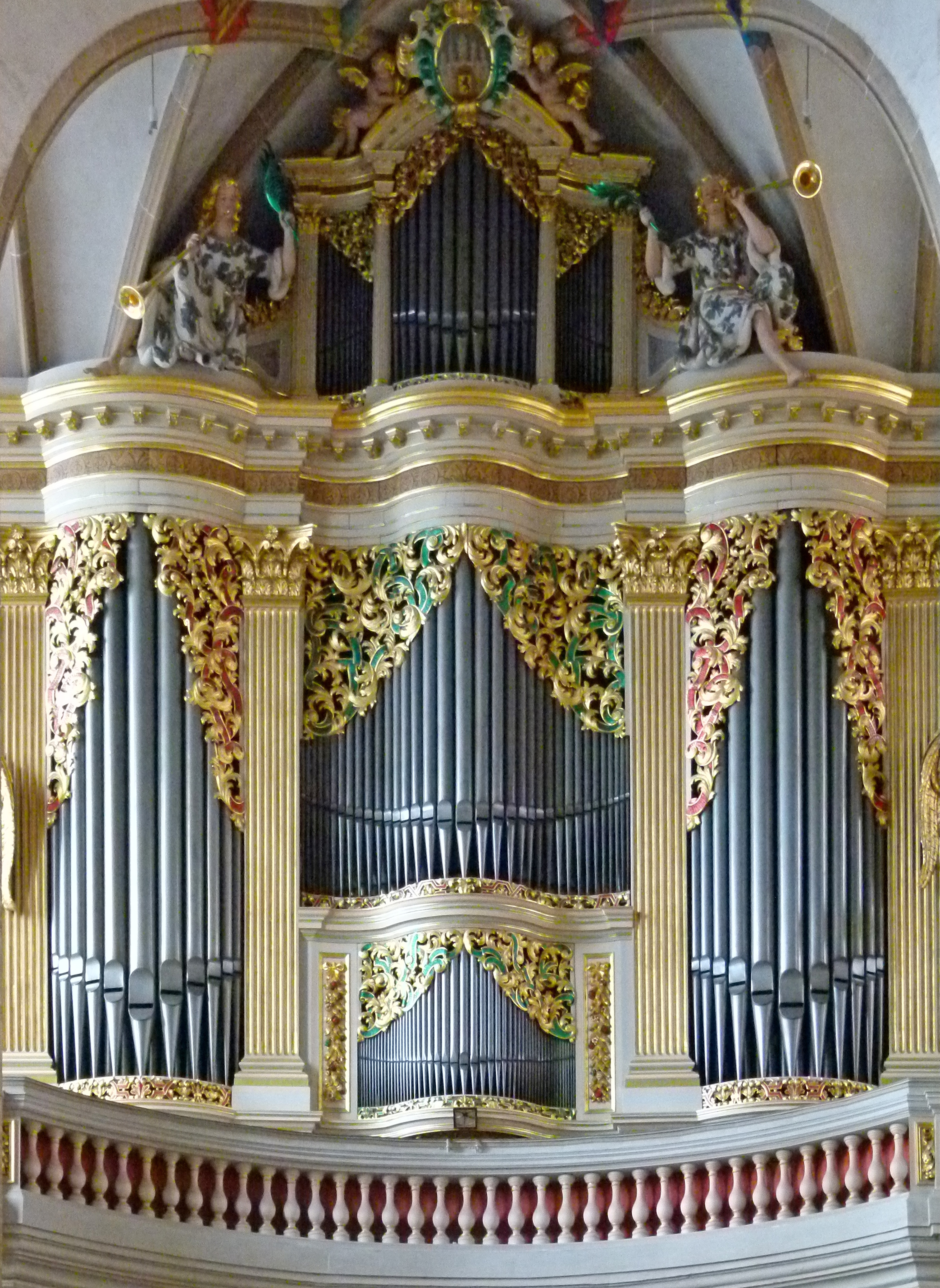
Große Silbermann-Orgel im Freiberger Dom (1710–1714)

- - Christ ist erstanden (BWV 627, komponiert 1713–1715)
  - Erstanden ist der heilge Christ (BWV 628, komponiert 1713–1715)
  - Erschienen ist der herrliche Tag (BWV 629, komponiert 1713–1715)
  - Heut triumphieret Gottes Sohn (BWV 630, komponiert 1713–1715)
  - Komm, Gott Schöpfer, Heiliger Geist (BWV 631, komponiert 1713–1715)
  - Komm, Gott Schöpfer, Heiliger Geist (BWV 631a, komponiert 1713–1715)
  - Herr Jesu Christ, dich zu uns wend (BWV 632, komponiert 1713–1715)
  - Liebster Jesu, wir sind hier (BWV 633, komponiert 1713–1715)
  - Liebster Jesu, wir sind hier (BWV 634, komponiert 1713–1715)
  - Dies sind die heilgen zehn Gebot (BWV 635, komponiert 1713–1715)
  - Vater unser im Himmelreich (BWV 636, komponiert 1713–1715)
  - Durch Adams Fall ist ganz verderbt (BWV 637, komponiert 1713–1715)
  - Es ist das Heil uns kommen her (BWV 638, komponiert 1713–1715)

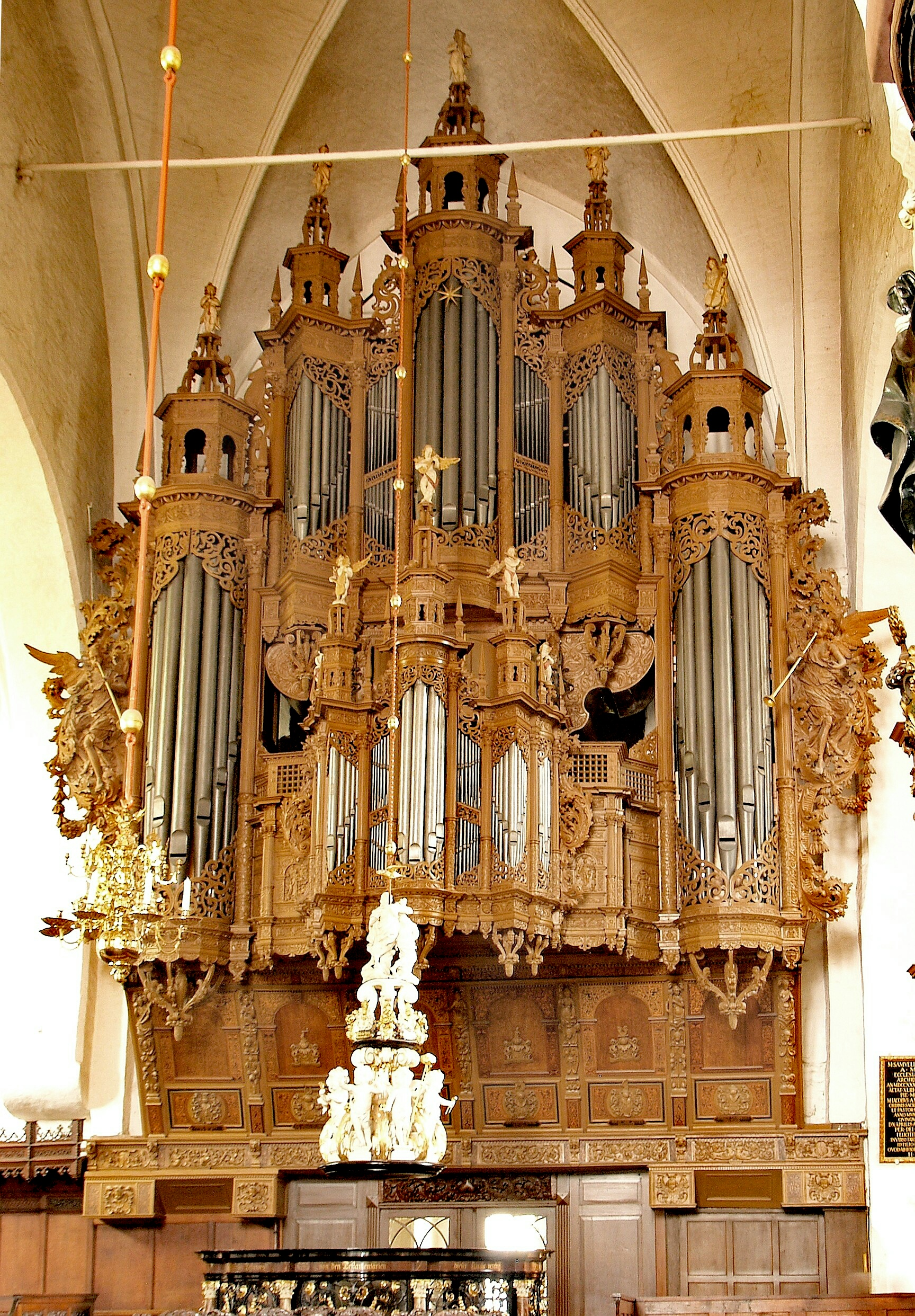
Orgel von Hans Hantelmann in der Kirche St. Ägidien in Lübeck

- - Ich ruf zu dir, Herr Jesu Christ (BWV 639, komponiert 1713–1715)
  - In dich hab ich gehoffet, Herr (BWV 640, komponiert 1713–1715)
  - Wenn wir in höchsten Nöten sein (BWV 641, komponiert 1713–1715)
  - Wer nur den lieben Gott lässt walten (BWV 642, komponiert 1713–1715)
  - Alle Menschen müssen sterben (BWV 643, komponiert 1713–1715)
  - Ach wie nichtig, ach wie flüchtig (BWV 644, komponiert 1713–1715)
  - Präludium und Fuge (BWV 534, komponiert 1712–1717?)
- André Raison – Second livre d’Orgue sur les acclamations de la paix tant desirées

### Vokalmusik

#### Geistlich
- Giuseppe Matteo Alberti – Regina coeli für 8 Stimmen
- Johann Sebastian Bach – Kantaten[1]
  - Weinen, Klagen, Sorgen, Zagen (BWV 12)
  - Ich hatte viel Bekümmernis (BWV 21)
  - Widerstehe doch der Sünde (BWV 54)
  - Nun komm, der Heiden Heiland (BWV 61)
  - Tritt auf die Glaubensbahn (BWV 152)
  - Erschallet, ihr Lieder, erklinget, ihr Saiten! (BWV 172)
  - Himmelskönig, sei willkommen (BWV 182)
  - Mein Herze schwimmt im Blut (BWV 199)
  - Choral So gehst du nun, mein Jesu, hin (BWV 500a, komponiert 1714?)
- François Couperin – 3 Leçons de ténèbres (1714)
- Georg Friedrich Händel – Caroline Te Deum

### Instrumentenbau
- Hans Hantelmann fertigt die Orgel in der Kirche St. Ägidien in Lübeck.
- Arp Schnitger
  - stellt die Orgel in der Kirche St. Michaelis in Hamburg fertig
  - stellt die Orgel in der Lutherkirche in Leer fertig
  - beginnt mit dem Bau der Orgel in der Christkirche in Rendsburg.
- Gottfried Silbermann
  - stellt nach fast vierjähriger Bauzeit die große Orgel im Freiberger Dom St. Marien fertig
  - baut die Orgel in der Dorfkirche in Conradsdorf
  - beginnt mit dem Bau der Orgel in der Kirche St. Nikolai in Oberbobritzsch.
- In der Werkstatt von Antonio Stradivari werden die Violinen Dolphin, Soil, Berou ex Thibaud, Le Maurien, Leonora Jackson und Smith-Quersin sowie das Violoncello Batta gefertigt.

## Geboren

### Geburtsdatum gesichert

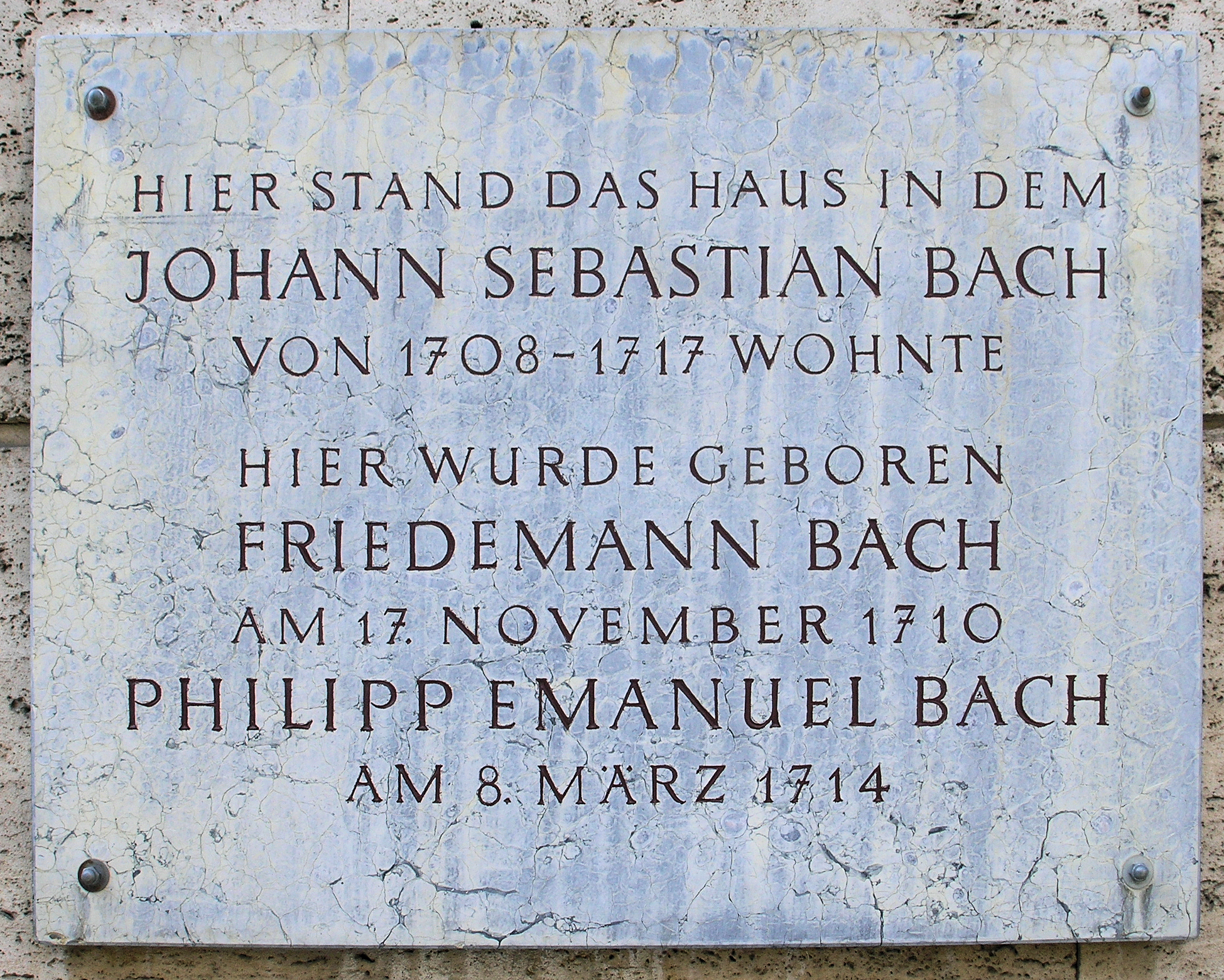
Gedenktafel Markt 18 (Weimar) Johann Sebastian Bach

- 01. Januar: Giovanni Battista Mancini, italienischer Sänger, Gesangslehrer und Schriftsteller († 1800)
- 02. Februar: Gottfried August Homilius, deutscher Komponist, Kantor und Organist († 1785)
- 28. Februar: Gioacchino Conti, auch genannt Gizziello, italienischer Sopran-Kastrat († 1762)
- 08. März: Carl Philipp Emanuel Bach, deutscher Komponist († 1788)
- 24. März: Carlo Giovanni Testori, italienischer Musiktheoretiker und Komponist († 1782)
- 29. April: Heinrich Franz Maria Ab-Yberg, Schweizer Politiker, Archivar, Chronist und Komponist († 1790)
- 03. Mai: Christian Gottlob Hubert, deutscher Instrumentenbauer († 1793)
- 06. Mai: Anton Raaff, deutscher Opernsänger in der Stimmlage Tenor († 1797)
- 02. Juli: Christoph Willibald Gluck, deutscher Komponist († 1787)
- 15. August: Matthias Jeßwagner, österreichischer Orgelbauer († 1772)
- 10. September: Niccolò Jommelli, italienischer Komponist († 1774)
- 04. November: Ludolf Ernst Schlicht, deutscher Geistlicher der Herrnhuter Brüdergemeine und Kirchenlieddichter († 1769)
- 23. Dezember: Ranieri de’ Calzabigi, italienischer Dichter und Librettist († 1795)
- 23. Dezember: Johann Siebenkäs, deutscher Organist und Komponist († 1781)

### Genaues Geburtsdatum unbekannt
- Antonio Besozzi, italienischer Oboist († 1781)
- Martin Feltl, österreichischer Glockengießer († 1782)
- Johann Gottlieb Wiedner, deutscher Komponist und Organist († 1783)

## Gestorben

### Todesdatum gesichert
- 00. Januar: Atto Melani, italienischer Kastrat, Diplomat, Spion und Schriftsteller (* 1626)
- vor dem 14. Februar: Clemens Hader, deutsch-österreichischer Opernsänger (* um 1655)
- 17. April: Philipp Heinrich Erlebach, deutscher Komponist (* 1657)
- 26. April: Michael Telonius, deutscher Organist, Komponist und Librettist (* 1652)
- 03. September: Pietro Antonio Fiocco, venezianischer Komponist und Kapellmeister in den habsburgischen Niederlanden (* 1654)

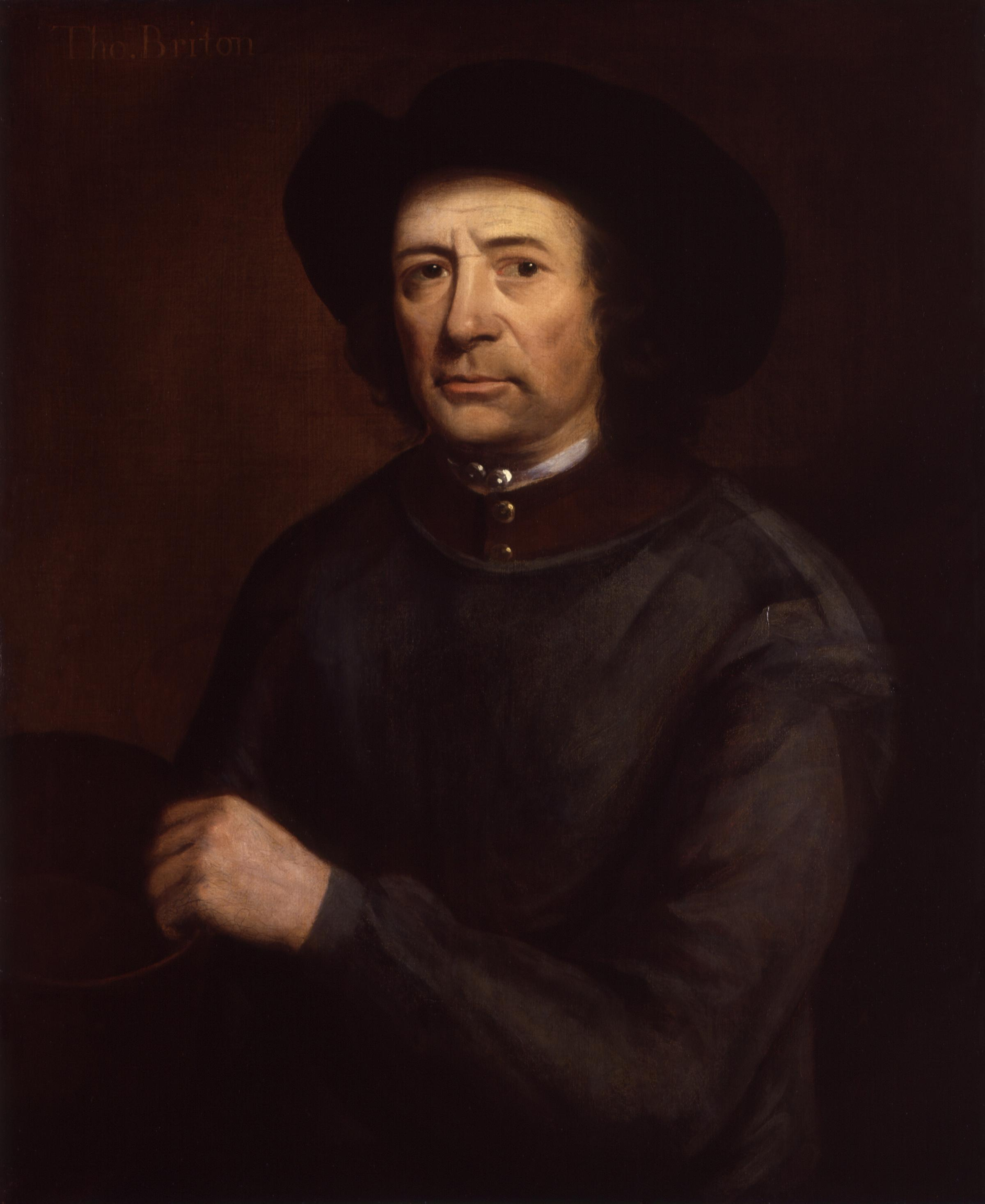
Thomas Britton; † 27. September

- 27. September: Thomas Britton, englischer Kohlenhändler und Hobbymusiker (* 1644)
- 18. Oktober: Takemoto Gidayū, japanischer Jorurisänger (* 1651)
- 30. November: Guillaume-Gabriel Nivers, französischer Organist, Komponist und Musiktheoretiker (* um 1632)
- 22. Dezember: Tommaso Baj, italienischer Sänger, Komponist und Kapellmeister (* um 1650)

### Genaues Todesdatum unbekannt
- Johann Georg Kühnhausen, deutscher Komponist (* 1640)

### Gestorben nach 1714
- Matheus Albert, Schweizer Glockengiesser (* um 1630)
- Philipp Christian Heustreu, deutscher Librettist (* vor 1663)